# 雷斯特雷波 (梅塔省)

雷斯特雷波（西班牙語：Restrepo），是哥倫比亞的城鎮，位於該國東南部梅塔省，距離比亞維森西奧17公里，始建於1906年6月22日，面積434平方公里，海拔高度570米，2005年人口14,112。
4°15′00″N 73°34′00″W / 4.25°N 73.5667°W